# Félix de Chazournes
Félix de Chazournes (Lione, 26 dicembre 1887 – 1941) è stato uno scrittore francese, vincitore del Prix Femina nel 1938.

## Biografia
Nato nel terzo arrondissement di Lione, Félix Philippe Étienne Marie Boisson  era il maggiore dei dodici figli nati dall'unione di Félix Marie Henri Boisson (1851-1928) e Laure-Jeanne Troubat1, sposatisi nel 1887.
Inizialmente lavorò in un'impresa commerciale in Inghilterra. Allo scoppio della Prima guerra mondiale si trovava in Marocco per lavoro, e fu così mobilitato nel 1º reggimento di spahis marocchini, venendo poi incorporato nei cacciatori alpini.
Dopo aver sposato Marie-Joséphine Vignat nel 1916, nel 1918 riprese la sua attività commerciale e si recò in Cina, America Latina e nelle Indie Occidentali. Negli anni '30 iniziò a scrivere romanzi che furono pubblicati dalla casa editrice Gallimard, ricevendo il Prix Femina nel 1938 per l'opera Caroline ou le Départ pour les îles.

## Opere principali
- Les Boucles, Alphonse Lemerre, Parigi, 1908
- Jason - Portait des Tropiques, Gallimard, Parigi, 1935
- Caroline ou le Départ pour les îles, Gallimard, Parigi, 1938
- Arianwen, 1939 (novella pubblicata nella Revue des Deux Mondes)
- Agnès ou le Rivage de Bohème, Gallimard, Parigi, 1940
- Ophélia ou l'Anglaise de la colline, 1946 (postumo)